# Frederick Askew Skuse
Frederick Arthur Askew Skuse, född  1863, död den 10 juni 1896 i Sydney var en brittisk-australisk entomolog. 
Skuse studerade vid Natural History Museum i London innan han flyttade till Australien 1886. Han fick jobb vid Australian Museum och blev kvar där fram till sin död. Skuse var den förste som beskrev den asiatiska tigermyggan (Aedes albopictus), som han kallade Culex albopictus.
Auktorsnamnet Skuse kan användas för Frederick Askew Skuse i samband med ett vetenskapligt namn inom zoologin; se Wikipedia-artiklar som länkar till auktorsnamnet.